# Arany János Általános Iskola (Gyöngyös)

## Története
A most ismert Arany János Általános Iskola két elődiskola összeolvadásából jött létre. Az iskola 1894-ben állami kezelésbe vett Alsóvárosi, közismertebb nevén "Sóház" iskola, amely a Jókai úton lévő 1996-ig használt épületben 3. számú Általános Iskolaként működött. A hely szűkössége miatt 1975-ben felépült a Jeruzsálem úti épület, de az alsó tagozat maradt a régi épületben a Sóház téren. A másik elődiskolát 1960-ban adták át, és 5. számú Általános Iskolaként működött a Budai Nagy Antal téren. 1996-ban a 3. számú Általános Iskola és az 5. számú Általános Iskola összevonásra került, így a sóház iskola megszűnt és az épületet a Károly Róbert Szakképző Iskola kapta meg ahol Vendéglátó Oktatási Centrumot hozták létre.
Mivel az alsó tagozat épülete megszűnt így az a Budai Nagy Antal téri épületbe költözött, Így alakult ki a ma ismert Arany János Általános Iskola. 2007-ben az önkormányzat döntése értelmében, a gyereklétszám csökkenése miatt, eladásra és lebontásra került a volt „Ötös” (Budai Nagy Antal téri épület). Helyén bevásárló központ épült (Lidl). A bontás után a Jeruzsálem úti épület teljes felújítására került sor. A bővítéssel lehetővé vált, hogy mind a nyolc évfolyam egy helyen, korszerűbb körülmények között folytassa a tanulást.